# Arani-Verlag
Der arani-Verlag wurde 1947 von Arno Scholz in West-Berlin in der Rechtsform einer GmbH gegründet.

## Geschichte
Der Verlag veröffentlichte zunächst politische Bücher und Berlin-Literatur. Zu den größten Erfolgen der Anfangsphase gehörten 1951 das Nachschlagewerk Wer ist wer? Das deutsche Who’s who und Publikationen über das „Dritte Reich“. Den Verlagsnamen bildete der Gründer aus dem eigenen und dem Vornamen seiner Frau.
Im Jahr 1974 kam es zu einem Besitzerwechsel; unter Horst Meyer (1930–2020) wurde der Fokus des Verlagsprogramms der arani-Verlag GmbH auf das Thema Berlin gelegt. In diesen Jahren begann die Herausgabe von Gedichten und Prosatexten aus dem Nachlass von Mascha Kaléko. Seit Anfang der 1980er Jahre erschienen Betrachtungen zur Berliner Sprache und Berliner Witze sowie Neuausgaben altberlinischer Romane, wie die Reihe Familie Buchholz von Julius Stinde und Erdmann Graesers Koblanks.
1990 wurde der Verlag von dem Berliner Verleger Volker Spiess in seine Verlagsgemeinschaft übernommen. Als zusätzlicher Verlagsschwerpunkt wurde die kultur- und zeitgeschichtliche Entdeckung der Stadt Berlin genannt. 2002 wurde die Publikationstätigkeit eingestellt. Im Jahr 2009 erfolgte ein Insolvenzverfahren, bei dessen Abschluss die arani-Verlag Gesellschaft mit beschränkter
Haftung aufgelöst wurde.

## Weblink
- Der arani-Verlag im Katalog der Deutschen Nationalbibliothek